# Иван Коюмджиев
 Тази статия е за дееца на ВМОРО и БЗНС.  За солунския войвода на ВМОРО вижте Иван Куюмджиев.  
Иван Георгиев Коюмджиев е български революционер, деец на Вътрешната македоно-одринска революционна организация и на Българския земеделски народен съюз.

## Биография
Иван Коюмджиев е роден на 25 май 1870 година в Либяхово, тогава в Османската империя, днес Илинден в България. Завършва IV отделение в родното си село и става златар. Става съратник на Гоце Делчев и Яне Сандански и в 1895 година се присъединява през 1895 година към ВМОРО. По време на Илинденско-Преображенското въстание действа в Неврокопско. След смъртта на Атанас Тешовски става за кратко околийски войвода. 
Като член на Сярската група и Народната федеративна партия (българска секция) след Младотурската революция участва в Похода до Цариград при свалянето на султан Абдул Хамид II. През 1912 година разстрелва Стоян Зимбилев в Либяхово.
По времето на Балканската и Междусъюзническата война е доброволец в Македоно-одринското опълчение и служи в четата на Тодор Паница и във 2 рота на 15 щипска дружина. След 1913 година се заселва в Невкороп. Участва и в Първата световна война.
След войната става член на БЗНС, сътрудничи на ЦК на БКП и на Емигрантския комунистически съюз. Сътрудничи си с Димо Хаджидимов, Васил Мулетаров и Димитър Гичев. Участва в Септемврийското въстание от 1923 година, след което в края на октомври е заловен и убит от десницата във ВМРО. Според други данни е изгорен жив в Дирекцията на полицията.
Баща е на комунистическите дейци Тего Куюмджиев и Георги Коюмджиев.